# Anstalten Kolmården
Anstalten Kolmården är en före detta öppen anstalt utanför Krokek i Norrköpings kommun. Den dåvarande anstalten var inrymd i det tidigare Kolmårdssanatoriet (byggt 1918 och ritat av Ernst Stenhammar), där tuberkulossmittade tidigare behandlades. Under en längre period i slutet av 1900-talet fanns det äldreboende och vårdcentral i huset. Den 31 maj 2023 stängdes Anstalten Kolmården ner på grund av att det byggs bostäder i området.
Anstalten Kolmården var ett femårigt[när?] försöksprojekt där kriminalvården prövar ett nytt koncept för öppna anstalter. Konceptet har två delar:
1. De intagna ska ta ansvar för sin tid i fängelse genom att medverka i driften av anstalten. I stort sett all daglig drift sköts av intagna under handledning av yrkeskunnig personal. Verksamheten ska samtidigt ge färdigheter och kunskaper som underlättar den intagnes anpassning i samhället.
2. De intagna är elektroniskt övervakade genom att de bär fotboja, vilket är första gången i Sverige som intagna på en anstalt bär fotboja.

Två intagna delar rum som regel på Kolmårdenanstalten.